# Лора Торн
Ло́ра Торн (люксемб. Laura Thorn, нар. 18 січня 2000 року) — люксембурзька співачка, мультиінструменталістка й викладачка музики. Представниця Люксембургу на Євробаченні 2025 з піснею «La poupée monte le son».

## Біографія та кар'єра
Лора Торн з юних років навчалася музичної теорії, гри на фортепіано, віолончелі, клавішних, камерної музики й танців. У п'ять років вона почала займатися танцями, а у 8 — відвідувати уроки сольфеджіо, одночасно навчаючись гри на фортепіано та віолончелі. Вона завершила навчання, здобувши ступінь магістра з музичної теорії, педагогіки музики та попспіву в Інституті вищої музики та педагогіки (IMEP) у Намюрі, Бельгія. Лора працює викладачкою в Консерваторії музики в Еш-сюр-Альзетті.
У 2024 році паризький продюсерський дует, до складу якого входять Жульєн Сальвія та Людовик-Александр Відаль, шукав люксембурзьку співачку для своєї нової композиції. Вони зв'язалися з Лорою Торн через її колишнього викладача вокалу, щоб запросити її виконати їхню пісню, яка пізніше отримала назву «La poupée monte le son». Торн вирішила подати цю пісню на конкурс Luxembourg Song Contest 2025, який був національним відбором Люксембургу на Пісенний конкурс Євробачення 2025. 18 листопада 2024 року співачку оголосили однією з семи фіналістів конкурсу. 25 січня 2025 року, під час фіналу, що проходив у Rockhal, Лора Торн набрала найбільше балів від міжнародного журі та посіла друге місце за результатами телеголосування, що дозволило їй перемогти в конкурсі та отримати право представляти Люксембург на конкурсі в Базелі, Швейцарія

## Особисте життя
Співачка є носійкою люксембурзької та французької мов, а також вільно володіє англійською та німецькою.